# Kotélnitx
Kotélnitx (en rus Котельнич) és una ciutat i un port fluvial de l'óblast de Kírov, a Rússia. Es troba a la riba dreta del riu Viatka, a 83 km de Kírov.

## Història
La localitat de Kokxàrov fou mencionada per primer cop en uns escrits del 1143. Aleshores estava habitada pel poble mari. Fou rebatejada com a Kotélnitx el 1181 quan arribaren colons procedents de la República de Nóvgorod. Aquest nom deriva de la paraula russa kotiol, que significa "depressió" o "penya-segat".
La història del lloc des del segle xii al xv és poc coneguda. Es menciona de nou en un document rus, on es diu que s'incorpora als dominis de Moscou. Després d'aquesta annexió va haver-hi un cert desenvolupament a la ciutat arran de la favorable situació geogràfica sobre el riu Viatka, i va esdevenir una ciutat comercial amb una fira annual agrícola des del segle xvii. El 1715 s'ajunta amb la gubèrnia de Simbirsk, i aconsegueix l'estatus de ciutat el 1780. A finals del segle xix s'hi construïren les primeres fàbriques i a començaments del xx fou connectada a la línia del Transsiberià.
El 26 de maig de 1926 un gran incendi destruí dos terços de la ciutat, i més de 7.000 persones van quedar sense casa. Fou reconstruïda amb les donacions de tot Rússia, i aquell fou l'any en què se celebrà per últim cop la fira annual.

## Demografia
| 1897  | 1939   | 1959   | 1970   | 1979   | 1989   | 1996   | 2002   | 2007   | 2009   | 2010   |
| ----- | ------ | ------ | ------ | ------ | ------ | ------ | ------ | ------ | ------ | ------ |
| 4.200 | 18.500 | 27.600 | 29.200 | 32.800 | 36.841 | 33.300 | 28.245 | 27.000 | 26.226 | 25.858 |